# Гатненська сільська територіальна громада
Гатненська сільська територіальна громада — територіальна громада в Україні, у Фастівському районі Київської області. Адміністративний центр — село Гатне.
Площа громади — 36,63 км², населення — 8079 осіб (2020).
Утворена 12 червня 2020 року об'єднанням Віто-Поштової та Гатненської сільських рад Києво-Святошинського району.

## Населені пункти
До складу громади входять 3 села:
| Населений пункт | Населення (2020) |
| --------------- | ---------------- |
| Гатне           | 4482             |
| Віта-Поштова    | 2273             |
| Юрівка          | 1324             |

## Старостинський округ
- Віта-Поштовий